# خیمی سوارز
خیمی سوارز (انگلیسی: Jimmy Suárez؛ زادهٔ ۳۱ دسامبر ۱۹۹۶) بازیکن فوتبال اهل اسپانیا است.
از باشگاه‌هایی که در آن بازی کرده‌است می‌توان به باشگاه فوتبال رئال اویدو اشاره کرد.